# Стэнфорд Кардинал (баскетбол)
Стэнфорд Кардинал (англ. Stanford Cardinal) — студенческая баскетбольная команда, представляющая Стэнфордский университет в первом баскетбольном мужском дивизионе NCAA. Располагается в Стэнфорде (штат Калифорния). В настоящее время (с 2024 года) команда выступает в конференции атлантического побережья.
Команда начала участвовать в студенческих соревнованиях в 1914 году. «Кардинал» 13 раз становился чемпионом конференции (8 в PCC и 5 в Pac-10; последний раз в 2004 году), и один раз — чемпионом NCAA (в 1942 году). Команда также была признана Спортивным фондом Хелмса национальным чемпионом в сезоне 1936/37. В последний раз «Стэнфорд Кардинал» участвовал в турнире NCAA в 2014 году.

## Достижения
- Чемпион NCAA: 1942
- Полуфиналист NCAA: 1988
- Четвертьфиналист NCAA: 2001
- 1/8 NCAA: 1997, 2008, 2014
- Участие в NCAA: 1942, 1989, 1992, 1995, 1996, 1997, 1998, 1999, 2000, 2001, 2002, 2003, 2004, 2005, 2007, 2008, 2014
- Победители турнира конференции: 2004 (Pac-10)
- Победители регулярного чемпионата конференции (13): 1920, 1921, 1923, 1936, 1937, 1938, 1941, 1942 (PCC), 1963, 1999, 2000, 2001, 2004 (Pac-10)